# Sułków (województwo dolnośląskie)
Sułków – wieś w Polsce, położona w województwie dolnośląskim, w powiecie górowskim, w gminie Góra.
| SIMC    | Nazwa | Rodzaj     |
| ------- | ----- | ---------- |
| 0370435 | Żarki | przysiółek |

W latach 1975–1998 miejscowość położona była w województwie leszczyńskim.